# The Fleetwoods
The Fleetwoods waren ein US-amerikanisches Gesangstrio aus Olympia, Washington. Sie hatten 1959 mit  Come Softly to Me und Mr. Blue zwei Nummer-eins-Hits in den USA.

## Bandgeschichte

### „Zwei Mädchen und ein Kerl“
Barbara Ellis und Gretchen Christopher wurden im Abstand von wenigen Tagen im selben Krankenhaus von Olympia geboren und kannten sich schon als Kinder. In der Abschlussklasse der High School trafen sie sich wieder und gründeten ein Gesangsduo. Bei einer Probe lernten sie den gleichaltrigen Gary Troxel kennen, der eigentlich für sie und ihre Band Trompete spielen sollte. Gemeinsam schrieben sie den Song Come Softly und nannten sich nun als Gruppe Two Girls and a Guy, also „Zwei Mädchen und ein Kerl“. Nachdem sie das Lied mehrmals in der Schule vorgetragen hatten, nahmen sie ihn a cappella auf Tonband auf und gaben ihn dem Promoter Bob Reisdorff in Seattle. Der fand den Song so gut, dass er dafür gleich sein eigenes Plattenlabel Dolphin Records, später umbenannt in Dolton Records, gründete.

### Come Softly to Me
Etwa sechs Monate dauerte es, bis die Aufnahme des Liedes fertig war. Reisdorff, der die Single produzierte, fand den Titel zu anzüglich und verlängerte ihn zu Come Softly to Me; auch der Bandname gefiel ihm nicht, und so wurden aus den dreien die Fleetwoods – benannt nach der Telefonvermittlung, die für den Wohnbezirk des Trios in Olympia zuständig war.
Die Single wurde veröffentlicht und gleich ein Airplay-Hit in Washington und dem gesamten Nordwesten der USA. Bald war sie auch landesweit in den Hitparaden. Am 11. April 1959 waren die Fleetwoods in New York, um in Dick Clarks Show aufzutreten, wo sie Frankie Avalon trafen, der gerade mit dem Song Venus Nummer eins in den Charts war. Gretchen erinnerte sich später: „Er hielt uns die Hand entgegen und sagte, ‚Herzlichen Glückwunsch; Come Softly to Me hat gerade Venus von Platz eins verdrängt.‘“
In Großbritannien kam das Original von Come Softly to Me auf Platz 6 der Charts; eine Coverversion von Frankie Vaughan & The Kaye Sisters kam zur gleichen Zeit auf Platz 9. 1972 hatten die New Seekers ebenfalls mit einem Cover einen Top-20-Hit.

### Die zweite Nummer eins
Die Fleetwoods suchten gemeinsam mit Bob Reisdorff einen Nachfolger für den Nummer-eins-Hit, und Reisdorff fand ein Lied von Dewayne Blackwell, das dieser eigentlich für die Platters geschrieben hatte – Mr. Blue. Reisdorff war vom Hitpotenzial des Songs überzeugt, im Gegensatz zu Gary Troxel. Reisdorff war so sicher, dass er mit Troxel wettete, dass von der neuen Single (ebenso wie von Come Softly to Me) mehr als eine Million Exemplare verkauft werden würden. Wenn es so käme, dürfe Troxel zwei Wochen lang seine Corvette fahren. Am 16. November war Mr. Blue auf Platz 1; Troxel fuhr die Corvette und konnte sich anschließend selbst eine kaufen.
In Großbritannien konnte sich Mr. Blue von den Fleetwoods nicht platzieren; lediglich Coverversionen von Mike Preston (Platz 12) und David MacBeth (Platz 18) kamen in die Charts.
Mr. Blue und Come Softly to Me waren zwei der wenigen Aufnahmen rein „weißer“ Gruppen, die in den USA sowohl in den Top Ten der Popcharts als auch in den Top Ten der Rhythm-&-Blues-Charts notiert wurden.

### Nach den großen Erfolgen
Gary Troxel hatte sich noch zu Schulzeiten für die United States Naval Reserves, die Reserve der Kriegsmarine, gemeldet und musste dort seinen Dienst antreten, doch während seiner freien Tage machte er weiter Aufnahmen mit den beiden Mädchen. Bei Bedarf wurde er durch den späteren Solostar Vic Dana ersetzt. Nur noch ein weiterer Song konnte sich in den Top Ten platzieren (Tragedy, 1961). Ihren letzten Hit hatten die Fleetwoods 1963 mit Jesse Belvins Goodnight My Love, auf dem erstmals nicht Gary Troxel, sondern Barbara Ellis die Leadvocals sang.
1966 trennten sich die Wege der Fleetwoods. 1971 bis 1973 traten sie wieder gemeinsam auf; 1983 kam ein Album mit dem Titel Buried Treasure mit unveröffentlichtem Material heraus. Gary Troxel und Gretchen Christopher gingen später (mit Cheryl Huggins als zweiter Sängerin) weiter auf Tourneen; Barbara Ellis zog sich aus dem Showbusiness zurück, um sich ihrer Familie zu widmen.
Am 26. März 2005 wurde Gary Troxel in die Doo-Wop-Hall of Fame aufgenommen.

## Mitglieder
- Gretchen Diane Christopher (* 29. Februar 1940)
- Barbara Liane Ellis (* 20. Februar 1940)
- Gary Robert Troxel (* 28. November 1939)

## Diskografie

### Alben
Alle zwischen 1959 und 1966 in den USA erschienenen Alben – Erscheinungsjahr – Titel – US-Katalognummer – Produzenten
- 1960: Mr. Blue – Dolton BST 8001 – Prod.: Bonnie Guitar & Bob Reisdorff
 Confidential / The Three Caballeros / Raindrops, Teardrops / You Mean Everything To Me / Oh Lord, Let It Be / Come Softly To Me // Serenade Of The Bells / Unchained Melody / We Belong Together / Come Go With Me / I Care So Much / Mr. Blue
- 1960: The Fleetwoods – Dolton BST 8002 – Prod.: Bob Reisdorff
 Runaround / Truly / My Window / Time Of Love / I Believe / One For My Baby // Happy, Happy Birthday Baby / Bye Bye Blackbird / Once In A While / Skylark / Turtle Dove / My Sister’s Love
- 1961: Softly – Dolton BST 8005 – Prod.: Bob Reisdorff
 Little White Cloud That Cried / Tragedy / Dormilona / I’m So Alone / Nancy / Days Dwindle By // Their Hearts Are Full Of Spring / Little Miss Sad One / I Love You So / Love Drop / The Last One To Know / Love Alone
- 1961: Deep in a Dream – Dolton BST 8007 – Prod.: Bob Reisdorff, Toningenieur: Bones Howe
 A Teenager In Love / Daddy’s Home / Lavender Blue / Little Girl Blue / Lah-Deh-Dah / Lonely Cup Of Coffee // Poor Little Girl / Hey Little Tear / Paradise Lost / Blues Go Away / One Little Star / Great Imposter
- 1961: Best Of Oldies – Dolton BST 8011 – Prod.: Bob Reisdorff
 Over The Mountain Across The Sea / A Thousand Miles Away / Poor Little Fool / Tears On My Pillow / In The Still Of The Nite / To Know Him Is To Love Him // Eddie My Love / Earth Angel / Venus / Happy Birthday Baby / Donna / Bazoom (I Need Your Lovin')
- 1962: The Fleetwoods’ Greatest Hits (Kompilation) – Dolton BST 8018 – Prod.: Bob Reisdorff[7]
 Mr. Blue / Come Softly To Me / Runaround / Tragedy / The Great Imposter / Confidential // Outside My Window / The Last One To Know / Graduation’s Here / You Mean Everything To Me / Truly Do / Poor Little Girl
- 1963: The Fleetwoods Sing for Lovers by Night – Dolton BST 8020 – Prod.: Bob Reisdorff
 Loving You / My Special Lover / Bon Soir Madame / Goodnight My Love / Lover’s Lullaby / If You Were The Only Girl In The World // Pledging My Love / The Twelfth Of Never / I Look At You / Lovers By Night, Strangers By Day / Soft Eyes / Let It Be Me
- 1964: Goodnight My Love – Dolton BST 8025 – Prod.: Bob Reisdorff
 Goodnight My Love / Jimmy Sang / The End Of The World / Sure It’s Lonesome Downtown / Magic Star / I Just Can’t Live Without You // Every Little Beat / Sad Little Girl / So Much In Love / It’s Your Birthday / Figurines / Jimmy Beware / Hurt Him
- 1965: Before and After – Dolton BST 8030 – Prod.: Dick Glasser
 Softly As I Leave You / Mister Sandman / Go Away, Little Girl / Little Things Mean A Lot / Before And After (Losing You) / Almost There // Since I Don’t Have You / This Is My Prayer / Footsteps / Lonely Is As Lonely Does / What Am I Gonna Do With You / I’ll Be There
- 1966: Folk Rock – Dolton BST 8039 – Prod.: Andy Di Martino, Toningenieur: Bruce Botnick
 A Lover’s Concerto / All I Really Want To Do / You Can’t Grow Peaches On A Cherry Tree / It Ain’t Me Babe / Run, Don’t Walk / For Lovin' Me // You’ve Got Your Troubles / Not The Lovin' Kind / You Were On My Mind / We’ll Sing In The Sunshine / Baby Don’t Go / This Is Where I See Her
- 1983 Buried Treasure – Liberty LN 10199 – Das Album enthält zwischen 1959 und 1966 bei Dolton Records aufgenommenes, aber nicht veröffentlichtes Material
 Who’s Gonna Teach You About Love / My Love, My Love / Get Behind Me Devil / Ask Him If He’s Got A Friend For Me / Will You Love Me Tomorrow // Man In A Raincoat / Let Her Go / Imagination / Surfer’s Playmate / Climb Ev'ry Mountain
- 1966: In a Mellow Mood (Kompilation) – Sunset S 5131[8]

Nach 1966 erschienen noch einige Alben mit Zusammenstellung ihrer Hits, z. B.
- 1975: The Very Best of The Fleetwoods (Kompilation) – United Artists UA-LA 334, deutsche Katalognummer: United Artists 29755

### Singles
Alle bei Dolton Records erschienenen Singles. Erscheinungsjahr, Titel (A-/B-Seite), US-Katalognummer, Chartplatzierungen in den USA (US), in Großbritannien (UK)
- 1959 – Come Softly To Me / I Care So Much – Dolphin 1, später Dolton 1, US #1, UK #6
- 1959 – Graduation’s Here / Oh Lord, Let It Be – Dolton 3, US #39
- 1959 – Mr. Blue / You Mean Everything To Me – Dolton 5, US #1
- 1960 – Outside My Window / Magic Star – Dolton 15, US #28
- 1960 – Runaround / Truly Do – Dolton 22, US #23
- 1960 – The Last One To Know / Dorminlona – Dolton 27, US #96
- 1960 – Confidential / I Love You So – Dolton 30
- 1961 – Tragedy / Little Miss Sad One – Dolton 40, US #10
- 1961 – (He’s) The Great Imposter / Poor Little Girl – Dolton 45, US #30
- 1961 – Billy Old Buddy / Trouble – Dolton 49
- 1962 – Lovers By Night, Strangers By Day / They Tell Me It’s Summer – Dolton 62, US #36
- 1963 – You Should've Been There / Sure Is Lonesome Downtown – Dolton 74
- 1963 – Goodnight My Love / Jimmy Beware – Dolton 75, US #32
- 1963 – What'll I Do / Baby Bye-O – Dolton 86
- 1964 – Lonesome Town / Ruby Red, Baby Blue – Dolton 93
- 1964 – Ten Times Blues / Ska Light, Ska Bright – Dolton 97
- 1964 – Mr. Sandman / This Is My Prayer – Dolton 98
- 1964 – Before And After (Losing You) / Lonely Is As Lonely Does – Dolton 302
- 1965 – I’m Not Jimmy / Come Softly To Me – Dolton 307
- 1965 – Rainbow / Just As I Need You – Dolton 310
- 1965 – For Lovin' Me / This Is Where I See Her – Dolton 315